# أكاديمية فنون وعلوم الصور المتحركة
 أكاديمية فنون وعلوم الصور المتحركة (بالإنجليزية: Academy of Motion Picture Arts and Sciences) هي منظمة فخرية تأسست في كاليفورنيا في الولايات المتحدة الأمريكية في 11 مايو، 1927 وتختص بتطوير الفنون والعلوم السينمائية.
تضم الأكاديمية حوالي ستة آلاف محترف مختص بصناعة الأفلام، وفي حين أن الغالبية العظمى من أعضائها متواجدون في الولايات المتحدة فإن العضوية مفتوحة لجميع المؤهلين في مجال صناعة الأفلام من جميع أنحاء العالم. منذ عام 2004 حتى الآن انضم للأكاديمية حوالي 36 صانع أفلام من دول مختلفة حول العالم.
ما تشتهر به الأكاديمية هو حفل توزيع جوائز الأوسكار السنوي، كما تمنح جوائز اوسكار خاصة للطلاب في مراحل التخرج وما قبل التخرج في المعاهد السينمائية كما تمنح سنويا خمسة عضويات زمالة للكتاب كما أنها تشغّل مكتبة مارجريت هيريك (بالإنجليزية: Margaret Herrick Library) في بيفرلي هيلز في كاليفورنيا إضافة إلى مركز بكفورد لدراسات السينما (بالإنجليزية: Pickford Center for Motion Picture Study) في هوليوود في كاليفورنيا.
تم انتخاب شيريل بون ايزاك لتخلف هوك كوتش كرئيس جديد.

## لمحة تاريخية
بدأت فكرة تأسيس الأكاديمية من قبل لويس بي. ماير وهو رئيس شركة استديوهات ميترو غولدوين ماير. قال لويس أنه أراد إنشاء مؤسسة تكون بمثابة وسيط لحل نزاعات العمال الذين لا ينتمون إلى اتحادات عمالية أو نقابية وتحسين صورة صناعة السينما. اجتمع لويس مع الممثل كونارد ناغيل والمخرج فريد نيبلو ورئيس جمعية منتجي الصور المتحركة فريد بيتسون لمناقشة هذه المواضيع. طرحت فكرة إقامة مأدبة سنوية لنادي النخبة هذا للنقاش لكن دون أي ذكر لموضوع الجوائز في ذلك الوقت. وضحوا كذلك أن الحصول على العضوية في هذه المؤسسة سيكون متاحًا فقط للأشخاص الذين ينتمون إلى أحد فروع المجالات الخمسة هذه: ممثلون ومخرجون وكتاب وتقنيون ومنتجون.
بعد هذا الاجتماع الموجز، التقى ماير بمجموعة من 36 شخصًا يعملون ضمن مجال صناعة السينما ودعاهم إلى مأدبة رسمية في فندق أمباسادور في لوس أنجلس في 11 يناير عام 1927. عرف ماير ضيوفه في تلك المأدبة على ما أسماه «الأكاديمية الدولية لفنون وعلوم الصور المتحركة»، وأصبح كل شخص حاضر في تلك الليلة من مؤسسي الأكاديمية. منذ تلك الليلة وحتى وقت صدور مقالات رسمية تتحدث عن قيام المؤسسة في 4 مايو عام 1927، أسقطت كلمة «دولية» من الاسم وأصبحت «أكاديمية فنون وعلوم الصور المتحركة».
عقدت العديد من الاجتماعات التنظيمية قبل انعقاد الاجتماع الرسمي الأول في 6 مايو عام 1927. اختير دوغلاس فيربانكس كأول رئيس للأكاديمية بينما اختير فريد نيبلو أول نائب رئيس وطبعت أول لائحة للعضوية تضمنت 230 عضوًا خلال الاجتماع التنظيمي المنعقد في 11 مايو في فندق ميلينيوم بيلتمور. منحت الأكاديمية أيضًا في تلك الليلة أول عضوية فخرية لتوماس أديسون. تكونت الأكاديمية بداية من خمس مجموعات رئيسية أو خمسة فروع، لكن ازداد هذا العدد عبر السنين، وكانت الفروع الخمسة الأساسية هي: المنتجون والممثلون والمخرجون والكتاب والتقنيون.
ارتبطت أولى اهتمامات الأكاديمية بموضوع العمل، لكن مع الوقت ابتعدت الأكاديمية أكثر عن الانخراط في مسائل التحكيم والمفاوضات المتعلقة بالعمل والإدارة. فواحدة من عدة لجان تشكلت في تلك الأيام كانت متعلقة بموضوع «جوائز الاستحقاق»، ولم تبدأ اللجنة بالنقاشات الجدية حول هيكلية الجوائز وحفل التقديم حتى مايو من عام 1928. وافق مجلس الإدارة بحلول شهر يوليو عام 1928 على تقديم مجموعة من الجوائز وعددها 12 جائزة. تأسس نظام التصويت لهذه الجوائز خلال شهر يوليو وبدأت عملية الاختيار والترشيح. و «جائزة الاستحقاق للإنجاز المميز» هي ما يعرف اليوم باسم جوائز الأوسكار.
كان الموقع الأولي للمؤسسة في شارع هوليوود بوليفارد 6912، ثم انتقلت الأكاديمية في عام 1927 إلى فندق روزفيلت في شارع هوليوود بوليفارد 7010 في نفس الفترة الزمنية التي بدأت فيها مكتبة الأكاديمية بتجميع عينات متكاملة من الكتب والنشرات الدورية المتخصصة في صناعة السينما في جميع أنحاء العالم. أقرت الأكاديمية في عام 1928 إنشاء غرفة عرض وفق أحدث التقنيات ضمن صالة النادي في الفندق ولم تكتمل حتى شهر أبريل عام 1929.
مع نشر تقارير الأكاديمية (رقم 1): الإضاءة المتوهجة في يوليو 1928، بدأت الأكاديمية تاريخًا طويلًا في نشر كتبها لمساعدة أعضائها. درب مجلس الأبحاث التابع للأكاديمية ضباط فيلق الإشارة خلال الحرب العالمية الثانية الذي فاز لاحقًا بجائزتي أوسكار عن الفيلم الدعائي القصير سيدس أوف ديستني والفيلم الوثائقي الأمريكي القصير توورد إنديبيندينس.
ساهمت الأكاديمية مع جامعة جنوب كاليفورنيا في عام 1929 في مشروع مشترك لإنشاء أول مدرسة سينمائية أمريكية لتعزيز فن وعلوم الصور المتحركة. تضمنت الهيئة التأسيسية للمدرسة فيربانكس (رئيس الأكاديمية)، ودي.دبليو. غريفيث وويليام سي. ديميل وإرنست لوبيتش وإيرفينغ تالبرغ وداريل إف. زوناك.
شهد عام 1930 انتقالًا آخر للأكاديمية إلى شارع هوليوود بوليفارد 7046 وذلك لاستيعاب العدد المتزايد لطاقم الموظفين، وفي شهر ديسمبر من ذلك العام عرفت مكتبة الأكاديمية «بامتلاكها واحدة من مجموعات البيانات الأكثر اكتمالًا في مجال صناعة الصور المتحركة في العالم». بقيت الأكاديمية في ذلك المكان حتى عام 1935 وبسبب تزايد أعداد الموظفين انتقل موقع الأكاديمية مرة أخرى. في هذه المرة انتقلت المكاتب الإدارية إلى بناء تافت الواقع على زاوية شارع هوليوود وفاين، بينما انتقلت المكتبة إلى شارع نورث غوردون 1455.
بدأت الأكاديمية في عام 1934 في نشر سجلات الإنجازات السينمائية التي تعرف اليوم باسم قاعدة بيانات الصور المتحركة. تمثل قاعدة البيانات هذه قائمة بالأفلام المرشحة لجائزة الأوسكار بالإضافة إلى الأفلام التي صدرت في مقاطعة لوس أنجلس باستخدام مواد بحثية من مكتبة الأكاديمية مارغريت هيريك. صدر منشور آخر من منشورات الأكاديمية خلال ثلاثينيات القرن العشرين وتحديدًا في عام 1937 وهو الدليل السنوي الأول لممثلي الأكاديمية. استمر إصدار هذا الدليل من قبل الأكاديمية حتى عام 2006 وبيع بعد ذلك لجهة أخرى خاصة. شاركت الأكاديمية في الجوانب التقنية لصناعة الأفلام منذ تأسيسها عام 1927، ومع حلول عام 1938 تضمن مجلس التكنولوجيا والعلوم 36 لجنة تقنية تتولى إدارة الأمور التقنية المتعلقة بالتسجيل الصوتي واستنساخه والإسقاط والإضاءة وحفظ الأفلام والتصوير السينمائي.
أقيم حفل توزيع جوائز مجلس الإدارة التدشيني في عام 2009 وقدمت فيه الأكاديمية ثلاث جوائز هي جائزة الأوسكار الفخرية وجائزة جين هير شولت الإنسانية وجائزة إيرفينغ جي. تا لبيرغ التذكارية.
أصبحت الأكاديمية في عام 2016 هدفًا للانتقادات بسبب فشلها في الإقرار بإنجازات المحترفين من الأقليات. كان كل المرشحين العشرين عن فئة الممثلين الرئيسيين من ذوي البشرة البيضاء للعام الثاني على التوالي. رفضت رئيسة الأكاديمية تشيرل بون إسحاق وهي أول شخص أمريكي من أصل أفريقي وثالث امرأة تستلم إدارة الأكاديمية هذا الاتهام عام 2015 ولم تعترف بوجود مشكلة في ذلك. عندما سئلت عن رأيها في أن الأكاديمية تجد صعوبة بالاعتراف بالتنوع العرقي، ردت على ذلك: «أبدًا، على الإطلاق». صرح غيل روبرتسون وهو أميركي من أصل أفريقي ورئيس جمعية النقاد السينمائيين عندما كانت كل الترشيحات عن فئة الممثلين للعام الثاني على التوالي من البيض: «إن هذا الأمر مهين». إن فئة الممثلين «بيضاء بأغلبية ساحقة» والسؤال المطروح هنا: هل لعبت التحيزات العرقية الواعية أو اللاواعية دورًا في هذا الأمر؟
أشار سبايك لي خلال مقابلة أجريت معه بعد وقت قصير من نشر قائمة الممثلين المرشحين البيض تلك، إلى أن قيادة هوليوود هي أصل المشكلة وعبر عن ذلك بقوله: «من الممكن أن نحصل على جائزة أوسكار من وقت لآخر، لكن جائزة الأوسكار هذه لن تغير الطريقة التي تدير بها هوليوود أعمالها بشكل جوهري. إنني لا أتحدث عن نجوم هوليوود وإنما أتحدث عن المدراء التنفيذيين فيها. نحن لسنا معهم في غرف الاجتماعات». صرحت بون إسحاق أيضًا: «أشعر بالحزن والإحباط فيما يخص موضوع عدم الإدماج. هذه مسألة صعبة لكنها هامة وحان الوقت لبعض التغييرات الكبيرة». بعد هذا التصريح دعت مجموعة من المشاهير الأمريكيين من أصل أفريقي مثل المخرج سبايك لي وكل من الممثل ويل سميث والممثلة جيدا بينكيت سميث والناشط القس آل شاربتون إلى مقاطعة جوائز الأوسكار لعام 2016 بسبب فشلها في الاعتراف بإنجازات الأقليات، وأقر مجلس الإدارة بصنع تغييرات «تاريخية» فيما يخص عضوية الأكاديمية. صرحت الأكاديمية إنه وبحلول عام 2020 سوف تضاعف عدد أعضائها من النساء والأقليات. في الوقت الذي منحت فيه الأكاديمية اهتمامًا أكبر بالأمريكيين من أصل أفريقي، إلا أنه ما يزال عليها أن ترفع من أهمية الفنانين السود الآخرين أمام وخلف الكاميرا.

## العضوية
يقبل الأعضاء في الأكاديمية بطريق الدعوة، إذ يدعو مجلس حكّام الأكاديمية الشخصَ المعني ليكون عضوا عاملا ويُرشَّح الأشخاص للدعوات عن طريق تنافس الترشيحات حيث يقوم أحد الأعضاء الحاليين بتزكية مرشح ما بناء على أعماله إنجازاته في مجال السينما والأفلام. ويُنظر في طلبات الترشيح سنويا.

### فروع الأكاديمية
- التمثيل
- الإخراج الفني
- التصوير
- الإخراج
- الأفلام الوثائقية
- الإداريون
- التحرير
- المكياج
- الموسيقى
- الإنتاج
- العلاقات العامة
- الأفلام القصيرة والرسوم المتحركة
- الصوت
- المؤثرات البصرية
- الكتابة